# Cauby Peixoto
Cauby Peixoto (Niterói, 1931 - São Paulo, 2016) est un chanteur brésilien, considéré comme l'un des interprètes les plus grands et les plus polyvalents de la musique brésilienne,,,,.
Il commence sa carrière artistique à la fin des années 1940 et étudie au Collège des Prêtres Salésiens de Niterói, où il chante dans la chorale ainsi que dans la chorale de l'église qu'il fréquente. Il travaille dans un magasin jusqu'à ce qu'il décide de participer à des émissions de radio, à la fin des années 1940, à Rio de Janeiro, où il se fait remarquer et commence sa carrière.
Sa voix se caractérise par son timbre profond et velouté, mais surtout par son propre style de chant et d'interprétation, en plus de ses coiffures extravagantes et excentriques.
Cauby Peixoto est issu d'une famille de musiciens, son père (dit Cadete) jouait du violão, sa mère du bandolim ; ses frères étaient aussi instrumentistes : Moacyr était pianiste, Arakén trompettiste et sa sœur Andyara chanteuse. Il est aussi le neveu du musicien Nonô (pt), pianiste qui a popularisé la samba sur cet instrument. Enfin, Cauby était aussi le cousin du chanteur Cyro Monteiro.

## Discographie
- 1951 - Saia branca/Ai que carestia
- 1953 - Caruaru/Mulher boato
- 1953 - Aula de amor/Ando sozinho
- 1953 - Tudo lembra você/O teu beijo
- 1954 - Mil mulheres/Se você pensa
- 1954 - Daqui para a eternidade/Triste melodia
- 1954 - Blue gardênia/Só desejo você
- 1954 - Vaya con Dios/Elvira/
- 1954 - Palácio de pobre/Criado-mudo
- 1955 - Nem toda flor tem perfume/Cabo frio
- 1955 - Tarde fria/Ci-ciu-ci, canção do rouxinol
- 1955 - Superstição/Mambo do galinho
- 1955 - Esperei por você/Tu, só tu
- 1955 - Amor cigano/Um sorriso e um olhar
- 1956 - Cajú nasceu pra cachaça/Ter saudade
- 1956 - Nada além/Flor do asfalto
- 1956 - Canção do rouxinol
- 1956 - Prece ao amor/Lamento noturno
- 1956 - Siga/Acaso
- 1956 - Canção do mar/Volta ao passado
- 1956 - Conceição/Bibape do Ceará
- 1956 - Molambo/Amor não é brinquedo
- 1956 - Lisboa antiga/Tentação
- 1956 - "Você, a música e Cauby"
- 1956 - O show vai começar
- 1956 - Blue Gardenia
- 1957 - Prece de amor. Cauby Peixoto
- 1957 - Quando os Peixotos se encontram
- 1957 - É tão sublime o amor/Sem teu amor
- 1957 - Final de amor/A pérola e o rubi
- 1957 - Abandonado/Se adormeço
- 1957 - Os pobres do Brasil/Ser triste sozinho
- 1957 - Ouvindo Cauby
- 1957 - O louco/Tinha que ser
- 1957 - Melodia do céu/Você e eu
- 1957 - Não fale de mim/Espera-me no céu
- 1957 - Anastácia/Onde ela mora
- 1957 - Rock'n'roll em Copacabana/Amor verdadeiro
- 1957 - Garotas de Portugal/Outro dia virá
- 1957 - Serenata/As três lágrimas
- 1958 - Nosso amigo Cauby
- 1958 - Rancho da Praça Onze
- 1958 - Música e romance - Cauby Peixoto
- 1958 - Quero você/Tammy
- 1958 - Cartilha de amor/Primeiro mandamento
- 1958 - Volare/Triste paixão
- 1958 - Simplesmente/Bela Nápoli
- 1958 - Toreador/Viver sem você
- 1958 - Linda/Enrolando o rock
- 1958 - Nono mandamento/Meu amor por você
- 1959 - Os grandes sucessos de Cauby
- 1959 - Seu amigo Cauby cantando para você
- 1959 - Porque e para que/Inveja
- 1959 - Cauby no Drink
- 1959 - Noite/Close to you
- 1960 - O sucesso na voz de Cauby Peixoto
- 1960 - Se foi passado/No mundo da lua
- 1960 - Lealdade/Ninguém é de ninguém
- 1960 - Mack the knife/Vila de Santa Bernadette
- 1960 - De degrau em degrau/Me deixa em paz
- 1960 - Marina/Drink na praia'
- 1961 - Cauby canta novos sucessos
- 1961 - Perdão para dois
- 1961 - Duelo/Brigas
- 1962 - Os grandes sucessos de Cauby Peixoto
- 1962 - Canção que inspirou você. Cauby Peixoto
- 1962 - Ave Maria dos namorados/Canção que inspirou você
- 1962 - Lambuzando o selo/Quebranto
- 1962 - Enamorada/E os céus choraram
- 1962 - O poeta chorou/Aleli
- 1962 - Minhas namoradas/Madrepérola
- 1962 - Se Tu Voltasses
- 1963 - Tudo lembra você
- 1963 - Tamanco no samba/A noite de ontem
- 1964 - Cidade Nua
- 1964 - Soraya - Um Dia Em Portugal
- 1964 - Cauby intérpreta...
- 1965 - Menina da Penha
- 1965 - Porque só penso em ti
- 1965 - Grandes interpretações/Cauby Peixoto
- 1965 - Voltarei de Joelhos - Depois de Ti
- 1965 - Cauby canta para ouvir e dançar
- 1966 - Se Acaso Houver Adeus
- 1966 - Estranhos Ao Luar
- 1966 - Obrigado Querida
- 1967 - Cauby Peixoto. Porque só penso em ti
- 1968 - Dalila
- 1968 - Um Drink com Cauby e Leny - Cauby Paixoto e Leny Eversong
- 1969 - Os maiores sucessos de Cauby Peixoto
- 1969 - O explosivo Cauby Peixoto • Fermata
- 1969 - Zingara
- 1969 - Os grandes sucessos de Cauby Peixoto
- 1969 - Os grandes sucessos de Cauby Peixoto 2
- 1972 - Os grandes sucessos de Cauby Peixoto 3
- 1969 - Os grandes sucessos românticos de Cauby Peixoto
- 1972 - A Caminhar
- 1972 - Cauby interpreta • Fênix
- 1972 - Os grandes sucesos de Cauby • Tropicana
- 1972 - Superstar • Odeon
- 1976 - Ângela Maria & Cauby Peixoto no Canecão
- 1976 - Cauby • Som Livre
- 1978 - Palavra Que Faltou'
- 1979 - Se Adormeço
- 1979 - Cauby Peixoto
- 1980 - Cauby sempre Cauby
- 1980 - Cauby. O que será de mim
- 1980 - Cauby Peixoto • RCA Victor
- 1980 - Cauby! Cauby! • Som Livre
- 1980 - Cauby Peixoto e Silvio Caldas - Frente a Frente
- 1980 - Loucura / Serenata
- 1980 - Velas Ao Vento
- 1982 - Ângela & Cauby • EMI/Odeon'
- 1983 - Estrelas solitárias • Som Livre/Sigma
- 1983 - Cauby Peixoto, Agostinho dos Santos, Altemar Dutra, Nélson Gonçalves e Jessé/Série Brilho
- 1983 - Cauby Peixoto/Amparito • Top Tape
- 1985 - Cauby Peixoto. Só sucessos
- 1986 - Cauby!
- 1987 - Cauby Peixoto, Ângela Maria & Agnaldo Timóteo
- 1988 - Quando os Peixoto se encontram
- 1988 - Presença de Cauby Peixoto
- 1988 - Cauby é show
- 1988 - Cauby, Elizeth e Nora Ney
- 1988 - Cauby Peixoto - Grandes Vozes
- 1988 - A Arte de Cauby Peixoto
- 1991 - Convite para ouvir Cauby Peixoto
- 1991 - Grandes emoções - Cauby Peixoto
- 1992 - Ângela & Cauby ao vivo
- 1992 - A arte do espetáculo ao vivo. Cauby Peixoto
- 1993 - Ângela & Cauby ao vivo
- 1993 - Ângela & Cauby
- 1993 - A arte do espetáculo ao vivo
- 1993 - Cauby Peixoto
- 1993 - Cauby. Grandes emoções
- 1993 - Acervo especial. Cauby Peixoto
- 1993 - Acervo. Cauby Peixoto
- 1994 - Cauby/O que será de mim..
- 1994 - Cauby Peixoto. Estrelas solitárias
- 1994 - Cauby! Cauby!
- 1995 - Frente a frente. Cauby Peixoto & Sílvio Caldas
- 1995 - Cauby canta Sinatra • Som Livre
- 1996 - 20 preferidas. Cauby Peixoto
- 1996 - Celebridades da MPB (Disco 2)
- 1996 - Celebridades da MPB (Disco 1)
- 1996 - Série Aplauso. Cauby Peixoto
- 1998 - Série Brilhantes. Cauby Peixoto, edição especial
- 1998 - 20 super sucessos. Cauby Peixoto, o professor da MPB
- 1998 - Série Brilhantes. Cauby Peixoto
- 1999 - Série Brilhantes. Cauby Peixoto. Grandes sucessos
- 1999 - Millennium. Cauby Peixoto
- 1999 - Focus. O essencial de Cauby Peixoto
- 1999 - Cauby canta as mulheres
- 2000 - Cauby Peixoto e Tito Madi - Grandes Encontros III
- 2000 - Meu coração é um pandeiro
- 2003 - Graças à Deus
- 2004 - A Bossa e o Swing de Cauby Peixoto
- 2005 - Cauby e Selma Reis - Vozes
- 2005 - Cauby Peixoto Ao Vivo em Recife
- 2006 - Cauby Canta Baden
- 2007 - Eternamente Cauby
- 2009 -  Cauby interpreta Roberto
- 2010 - Cauby sings Sinatra
- 2011 -  Cauby, O mito
- 2012 - Minha serenata
- 2012 - O Explosivo Cauby
- 2013 - Reencontro
- 2014 - Especial Negue
- 2015 - Cauby sings Nat King Cole
- 2015 - A Bossa de Cauby Peixoto
- 2017 - Cauby canta Dick Farney